# Piechcin (stacja kolejowa)
Piechcin – ogólnodostępna bocznica szlakowa (dawniej stacja kolejowa) w Piechcinie, w województwie kujawsko-pomorskim, w Polsce. Budynek został zaadaptowany do celów mieszkalnych.

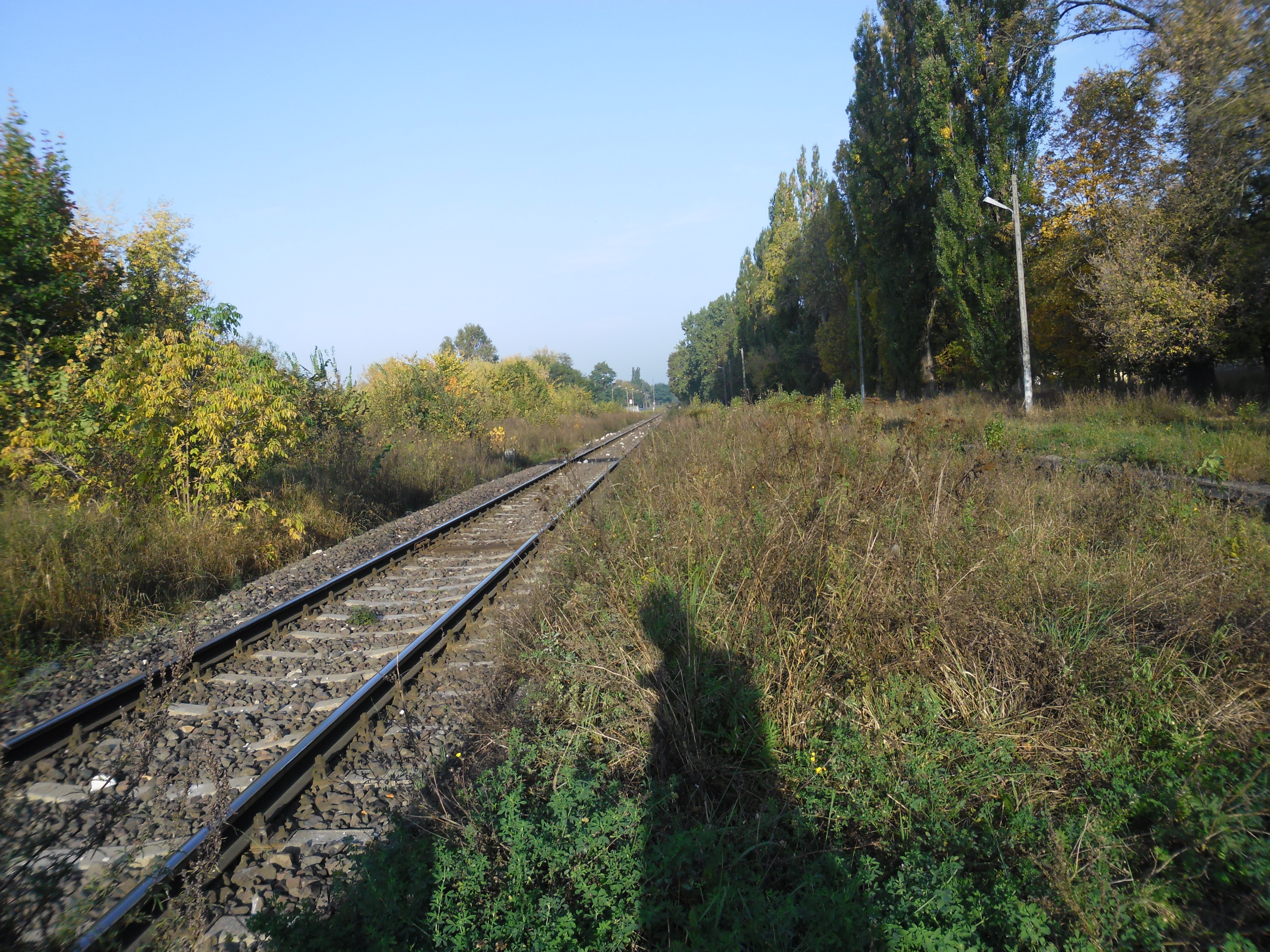
Widok w stronę Żnina; tor po prawej jest całkowicie zarośnięty

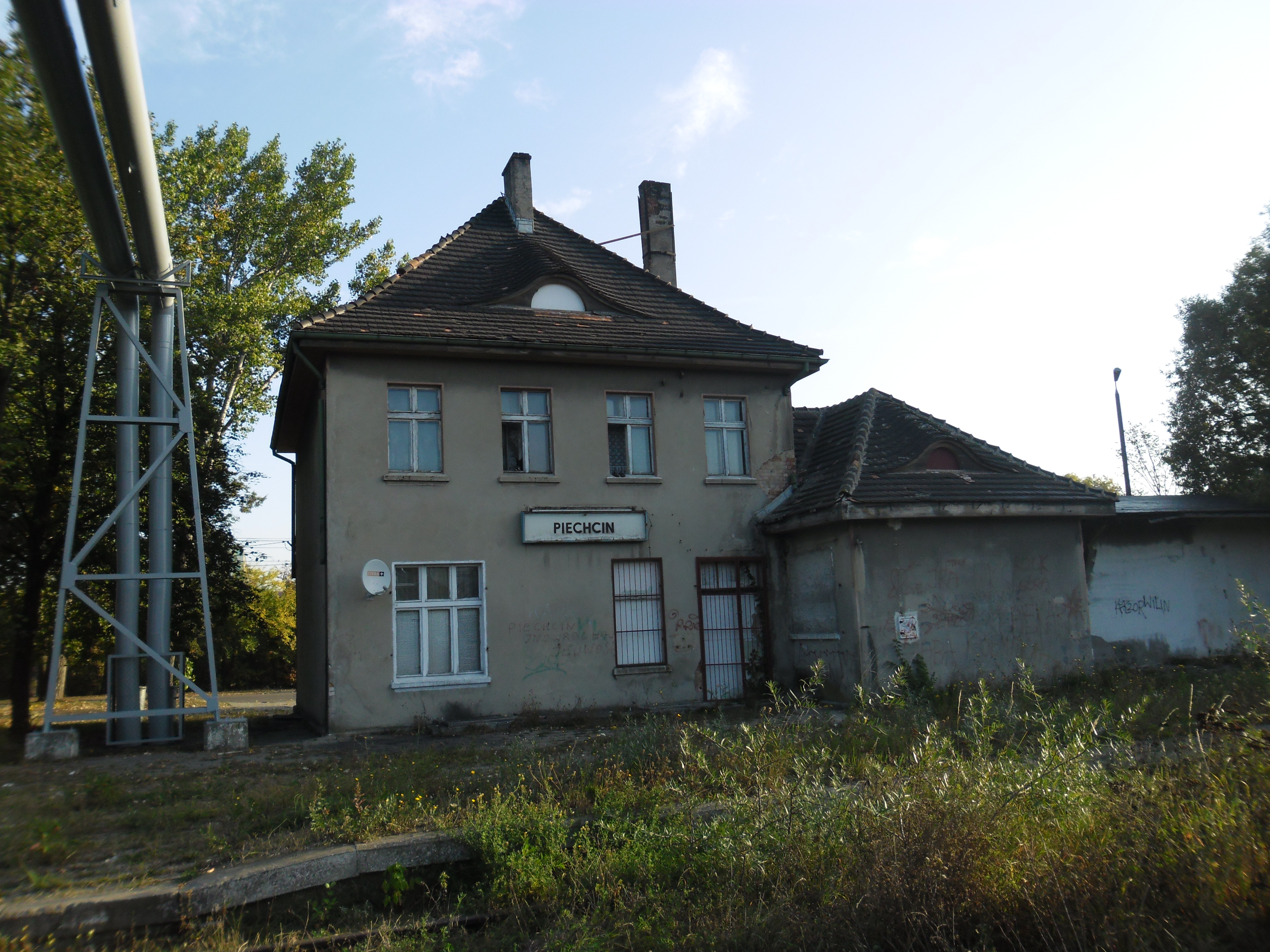
Budynek dworca od strony torów